# Mathias Hynes
Mathias "Matt" Hynes (Gortmore, Galway, Irlanda, 21 de gener de 1883 – Lambeth, Londres, 9 de març de 1926) va ser un esportista irlandès que va competir a la segona dècada del segle xx. Especialista en el joc d'estirar la corda, guanyà una medalla d'argent en aquesta competició als Jocs Olímpics d'Estocolm de 1912, formant part de l'equip de la Policia de Londres.